# نانوا (فیلم)
«نانوا» (انگلیسی: The Baker) یک فیلم است که در سال ۲۰۰۷ منتشر شد.